# Aleksandr Petrov
Aleksandr Petrov (russisk: Алекса́ндр Константи́нович Петро́в) (født 17. juli 1957 i Pretjistoje i Sovjetunionen) er en russisk filminstruktør.

## Filmografi
- Moja ljubov (Моя любовь, 2006)[2][3]